# Dyneff
Dyneff est une entreprise française, originaire du Languedoc-Roussillon, spécialisée dans la distribution et la vente de produits pétroliers en France et en Espagne.

## Histoire
C'est en 1958 qu'Antoine Lécea fonde une entreprise de distribution de produits pétroliers à Lézignan-Corbières. Elle prendra le nom de Dyneff en 1976, contraction de Dynamique-Efficacité.
En 1984, la société s'implante sur le marché tout juste libéralisé de l'énergie en Espagne.[réf. nécessaire]
La société roumaine Rompetrol rachète l'entreprise en 2006, avant de passer elle-même en 2007 sous le contrôle de KazMunayGas, la compagnie pétrolière et gazière nationale du Kazakhstan.
En 2015, elle est considérée, par son volume de chiffre d'affaires, comme la deuxième entreprise de la région,.
En 2015, la société chinoise China Energy Company Limited (devenue AnAn International Limited en 2017) annonce qu'elle acquiert 51 % des parts de Dyneff. KazMunayGas garde les 49 % du capital restant via sa filiale Rompetrol,,.

## Activités
Dyneff est un distributeur de produits pétroliers et notamment de carburants au travers de son réseau d'une centaine de stations-service et de ses dépôts, situés en France et en Espagne,.
L'entreprise est aussi un fournisseur de gaz naturel depuis 2015. Elle distribue son gaz sur le réseau national français via les infrastructures de GRTgaz, l'un des deux gestionnaires de réseau de transport gazier en France.